# Kanton Mirebeau-sur-Bèze
Mirebeau-sur-Bèze is een voormalig kanton van het Franse departement Côte-d'Or. Het kanton maakte deel uit van het arrondissement Dijon. Het werd opgeheven bij decreet van 18 februari 2014, met uitwerking op 22 maart 2015. Alle gemeenten werden opgenomen in het nieuwe kanton Saint-Apollinaire.

## Gemeenten
Het kanton Mirebeau-sur-Bèze omvatte de volgende gemeenten:
- Arceau
- Beaumont-sur-Vingeanne
- Beire-le-Châtel
- Belleneuve
- Bèze
- Bézouotte
- Blagny-sur-Vingeanne
- Champagne-sur-Vingeanne
- Charmes
- Cheuge
- Cuiserey
- Jancigny
- Magny-Saint-Médard
- Mirebeau-sur-Bèze (hoofdplaats)
- Noiron-sur-Bèze
- Oisilly
- Renève
- Savolles
- Tanay
- Trochères
- Viévigne